# Comuna Ivanivka, Ciîhîrîn
Ivanivka (în ucraineană Іванівка) este o comună în raionul Ciîhîrîn, regiunea Cerkasî, Ucraina, formată din satele Ivanivka (reședința) și Vdovîciîne.

## Demografie
Componența lingvistică a comunei Ivanivka
     Ucraineană (95,51%)
     Rusă (2,3%)
     Maghiară (2,09%)
     Alte limbi (0,1%)
Conform recensământului din 2001, majoritatea populației comunei Ivanivka era vorbitoare de ucraineană (95,51%), existând în minoritate și vorbitori de rusă (2,3%) și maghiară (2,09%).